# Acromycter atlanticus
Acromycter atlanticus is een  straalvinnige vissensoort uit de familie van zeepalingen (Congridae). De wetenschappelijke naam van de soort is voor het eerst geldig gepubliceerd in 1989 door Smith.